# Nolina beldingii
Nolina beldingii är en sparrisväxtart som beskrevs av Townshend Stith Brandegee. Nolina beldingii ingår i släktet Nolina och familjen sparrisväxter. Inga underarter finns listade i Catalogue of Life.

## Bildgalleri

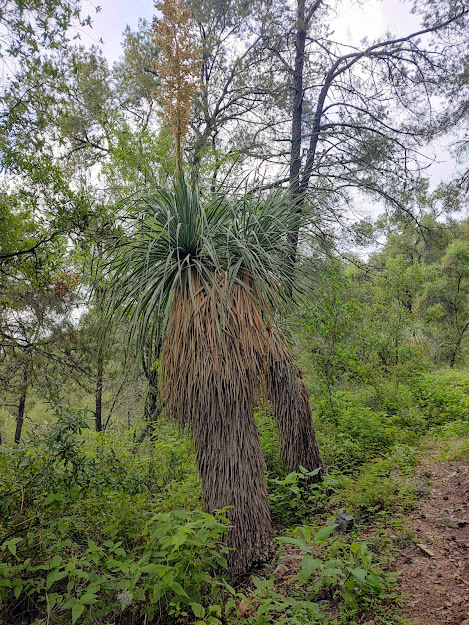